# Новоземельский трог
Новоземельский трог (Новоземельская впадина, Восточно-Новоземельский жёлоб) — впадина (трог) на западе Карского моря. Простирается вдоль всего восточного берега архипелага Новая Земля.

## География

Простирается на 500 километров вдоль восточного побережья островов Северный и Южный архипелага Новая Земля, от пролива Карские Ворота на юге до северной оконечности острова Северный, где далее расположен жёлоб Святой Анны. Вдоль трога с севера на юг проходит Восточно-Новоземельское течение.
Максимальная глубина — до 500 метров.

## История
В Новоземельской впадине сделаны крупные захоронения радиоактивных отходов, содержащие твёрдые радиоактивные отходы, а также твёрдые радиоактивные отходы без упаковки. Здесь затоплены 12 судов с грузом твёрдых и жидких радиоактивных отходов, а также объекты, содержащие отработавшее и не отработавшее ядерное топливо, в том числе реактор ОК-150 ледокола «Ленин» и атомная подводная лодка К-27, радиоактивность которой на 2000 год оценивалась в 0,8⋅1014 Бк.